# Digimon Savers
Digimon Savers (デジモンセイバーズ, Dejimon Seibāzu), e também Digimon Data Squad nos EUA, Brasil (mas também conhecido como Digimon Protectores de Dados em Portugal), é a quinta saga da série das animações de Digimon, realizada pela Toei Animation e transmitida pelo canal de televisão japonês Fuji TV. Estreou em 2 de abril de 2006, substituindo o horário da série Konjiki no Gash Bell! quando tinha terminado. Também há um filme da saga chamado Digimon Savers the Movie - Kyūkyoku Power! Burst Mode Hatsudō!! lançado em 9 de dezembro de 2006. No Brasil a série foi exibida no canal Rede Globo em 10 de agosto de 2009 e na Disney XD em 6 de fevereiro de 2010 às 09h00. Em Portugal foi emitido no Canal Panda em 1 de novembro de 2011 às 13:00. Antes da estreia desta temporada em Portugal, teve um anúncio feito pelo Panda Biggs anunciando que a temporada iria chamar-se "Digimon Protectores de Dados" e ser exibido no canal, mas logo após estreou no Canal Panda.
A série foi emitida depois de três anos de Digimon 4. É a série mais curta de Digimon. Destaca a mudança nos desenhos dos personagens humanos. Um dos mais importantes é o principal protagonista, Marcus, que ao contrário dos outros protagonistas de outras temporadas não usa recursos de óculos, e não é uma criança, mas sim um adolescente.
O Digivice usado nesta temporada é chamado de Digivice IC, embora haja uma atualização que se chama Digivice Burst. A saga seguinte é Digimon Fusion.

## Enredo

### Saga do ataque Digimon
Masaru Daimon (também conhecido como Marcus Damon) é um garoto de 14 anos com temperamento forte entre gangues conhecidas por sua natureza violenta. Inesperadamente Agumon era um Digimon que havia escapado da organização governamental secreta DATS. Marcus e Agumon são desafiados a lutar, chegando a um empate, então eles acabam aceitando uns aos outros, tornando-se amigos.
Depois de derrotarem um ameaçador Kokatorimon, Marcus e seu novo amigo Agumon são presos e levados para o DATS. A missão principal desta organização é bloquear a ação de qualquer Digimon que aparecer no mundo real da forma mais silenciosa, levando-os de volta para o mundo digital e apagar as lembranças de cidadãos que tem vindo a ter um desses seres de forma ilegal. Portanto, a existência dos digimons é conhecida apenas pelos membros do DATS e seus envolvidos, que termina pela parte de Masaru. Junto com ele estão Thomas H. Norstein com Gaomon como um companheiro e Yoshino Fujieda, com sua parceira de infância, Lalamon.

### Saga de Kurata
Marcus e os outros descobrem que Kurata é o verdadeiro culpado por trás do extermínio dos digimons porque, como um ser humano, Kurata tem medo do desconhecido, neste caso, dos digimons. Portanto, Kurata e sua equipe desenvolvem inúmeros digimons artificiais, os Gizmons XT e Bio-Híbridos (Kouki, Nanami e Ivan) para obedecerem. Sua obsessão pelo extermínio dos digimons sobe sua cabeça e Kurata tem inúmeras atitudes sujas, desde chantagens à mentiras. Kurata quer alcançar a extinção total dos digimons e, consequentemente, dominar não só o Digimundo, como também a Terra, mesmo que, para isso, precise se fundir a um Digimon.

### Saga de Yggdrasil
Antes de "sumir", Kurata abriu um DigiPortal que fez as dimensões do mundo digital e o mundo humano começam a se fundir, o que causaria uma grande colisão e destruição entre os dois mundos, mas BanchoLeomon usa sua energia para retardar esse feito.
Yggdrasil (também conhecido como Kingdrasil) decide matar todos os seres humanos para evitar a destruição do mundo digital, e envia os Royal Knights (Cavaleiros Reais) para cumprir essa missão. Kingdrasil é o servidor do Mundo Digital e não é um digimon, mas um programa responsável pela permanência do Mundo Digital. Aqueles digimons que ousassem defender os humanos seriam apagados de uma vez por todas.
Na primeira batalha para proteger a terra, Thomas, Yoshino e Keenan travam batalhas contra o restante dos Cavaleiros Reais. Como Marcus viajou para o Digimundo em busca de respostas, descobre que Kingdrasil e seu pai, Suguru Daimon (também conhecido como Spencer Damon), têm uma forte ligação. Enquanto isso, todos os seus companheiros chegam ao lendário Burst Mode (Modo Explosivo) durante suas batalhas contra os Cavaleiros Reais no mundo humano. Todos os três chegam ao Mundo Digital para darem suporte a Marcus, onde a batalha contra os Cavaleiros Reais e Kingdrasil continua.
Graças às emoções humanas, os Cavaleiros Reais começaram a duvidar do Rei sobre ingressar na batalha para salvar o mundo digital enquanto Kingdrasil começa a perder o controle de si mesmo. Marcus e Agumon conseguem acertá-lo com uma poderosa carga de DNA devido às emoções. Graças a isso, eles conseguem a reparação das dimensões que ameaçava o mundo humano e param Kingdrasil.

### Epílogo
Após a vitória sobre Kingdrasil, os parceiros digimons dos membros do DATS decidem voltar ao seu mundo para ajudar a manter a paz e a harmonia, mas Marcus e outros se opõem porque o Digi-Portal depois de fechado, permanecerá fechado por tempo indeterminado. Depois de leves discussões, eles entram em acordo e fazem o que "deve" ser feito e logo após se despedem dramaticamente de seus digimons antes dos mesmos partirem por tempo indeterminado. No final, Marcus faz o mesmo que seu pai fez no começo de tudo, decide fazer uma espécie de expedição no Digi-Mundo, ficando por lá também por tempo indeterminado junto com Agumon e os outros digimons. Thomas consegue curar a doença de sua irmã pelo qual recebe o Prêmio Nobel de Medicina. Yoshino com Comandante Sampson, Megumi e Miki se tornam policiais e mantém a ordem em sua cidade como antes do surgimento do DATS. Sara e seu marido Spencer Damon, vivem felizes juntos como uma família para compensar o tempo perdido, junto com a filha Kristy que frequenta escola com Keenan.

## Personagens

### DATS
Esta seção contém um monte de spoilers sobre eventos revelados nos últimos episódios da série.
| Personagem                                                          | Voz japonesa (humano) | Digimon  | Voz japonesa (digimon) |
| ------------------------------------------------------------------- | --- | -------- | ---------------------- |
|                                                                     | |          |                        |
| Marcus Damon (大門 マサル, Daimon Masaru)                           | Soichiro Hoshi | Agumon   | Taiki Matsuno          |
| Marcus Damon (大門 マサル, Daimon Masaru)                           | Marcus Damon é o melhor lutador de rua no Japão. Um menino de 14 anos que está em seu último ano que gosta de lutar. Seu parceiro é Agumon. Ele se junta ao DATS para lutar ao lado de Agumon e parar de ser perseguido por eles. - Spencer Damon: (大門 英, Daimon Suguru) Pai de Marcus. Ele está desaparecido desde que fez uma expedição ao Digi-Mundo com os antigos companheiros do DATS. Como Merukimon estava escondido, foi o Prof. Damon que negociou a paz entre os seres humanos e o Digi-Mundo. - BanchoLeomon: É um digimon pouco solitário e já foi mentor dos nossos heróis. Marcus sempre tenta desafiá-lo. Graças a ele, Marcus e os outros despertam o poder do Modo Explosivo, que ia além da mega digievolução. Mais tarde é revelado que é na verdade o pai de Marcus é BanchoLeomon. - Sarah Damon: (大門 小百合, Daimon Sayuri) Ela é a mãe de Masaru. É muito generosa e desinteressada no ramo dos digimons. Depois revela-se ser bem informada. Thomas chega a identifica-la como sua própria mãe. - Kristy Damon: (大門 知香, Daimon Chika) Ela é a irmã de Marcus. Se dá bem com Agumon e cria um grande afeto por Keenan. Ele tinha uma Piyomon que se tornou sua parceira Digimon. |          |                        |
|                                                                     | |          |                        |
| Thomas H. Norstein (トーマ・H・ノルシュタイン, Tōma H. Norushutain) | Hirofumi Nojima | Gaomon   | Kazuya Nakai           |
| Thomas H. Norstein (トーマ・H・ノルシュタイン, Tōma H. Norushutain) | Um gênio de 14 anos que terminou a faculdade aos 13. No começo, ele e Marcus têm desavenças, mas, em seguida, aprendem a trabalhar em equipe. Seu parceiro é Gaomon. Sua mãe morreu em um acidente de carro quando ele era pequeno. Torna-se um grande médico e ganha o Prêmio Nobel de medicina pela cura de sua irmã. - Melina Norstein: (リリーナ・ノルシュタイン, Rirîna Norushutain) É a irmã do meio de Thomas. Tem dificuldades para andar. Uma vez, quando ela era um bebê, Thomas entrou em seu quarto enquanto ela estava chorando, ela tomou sua mão e parou; surpreendeu ele e o mesmo a soltou e ela chorou novamente. Desde então, eles têm uma ligação especial com o irmão mais velho e irmã mais nova. |          |                        |
|                                                                     | |          |                        |
| Yoshino Fujieda (藤枝 ヨシノ, Fujieda Yoshino)                      | Yui Aragaki | Lalamon  | Yukana Nogami          |
| Yoshino Fujieda (藤枝 ヨシノ, Fujieda Yoshino)                      | É a mais velha dos protagonistas, tem 18 anos. Sua parceiro Digimon é Lalamon. Não está envolvida em brigas de equipe quase nunca. No início, ela e Lalamon queriam prender Agumon por ser muito perigoso. É a mais serena e, a princípio, discutiu muito com Marcus. Quando ela era pequena, tinha um pensamento errado sobre ela mesma e não descobria nenhum talento e até agora continua a assombrá-la. Não acreditava ser capaz de lutar sozinha até Marcus e Thomas provarem que ela é forte e pode alcançar seus objetivos sozinha. Lalamon a ajuda e faz perceber que ela pode ser tão forte quanto eles, o que levou Lalamon a super digivolver. |          |                        |
|                                                                     | |          |                        |
| Keenan Crier (野口 イクト, Noguchi Ikuto)                           | Rie Kugimiya | Falcomon | Chie Kojiro            |
| Keenan Crier (野口 イクト, Noguchi Ikuto)                           | Um humano misterioso que viveu no Digi-Mundo. Ao lado de Falcomon, servia Merukimon. Por um acidente, tem se virado no Digi-Mundo sozinho por dez anos. Chegou a ser cuidado por uma digimon chamada Frigimon e passou a odiar os seres humanos. Acreditava ser um digimon por influência de outros digimons. Ele logo percebe que nem todos os seres humanos são maus e torna-se grande amigo de Marcus, Thomas e Yoshino. Também cria uma relação amigável com Kristy e passa a estudar com a mesma no fim dos acontecimentos. - Merukimon: Um dos 12 Digimons do Olimpo. Era como um mentor para Keenan e os digimons locais. Ensinou a não odiar os humanos e prefere não lutar. Tinha conhecimento de um portal entre o mundo humano e o Digi-Mundo, criado por Kurata. Ele e Spencer tiveram a ideia de reconciliação dos humanos com os digimons. Ele é morto por Kurata e Gizmon. - Gotsumon: Um dos seguidores de Merukimon. Gotsumon tinha ciúmes da atenção que Merukimon colocava em Keenan. Keenan percebe isso no decorrer dos episódios. Depois de abatido, renasce e aparece episódios mais tarde para ajudar Marcus e os outros. - Frigimon: Mãe adotiva de Keenan, no Digi-Mundo e é morta, vítima da exterminação dos digimons provocada por Kurata e seus seguidores, o que faz Keenan odiar os humanos. Na morte, disse a ele que eu não odeia os seres humanos, já que ele era um deles. A partir daí, Keenan percebeu que seu desejo era permanecer em ambos os mundos. - Dr. Kevin Crier: (野口 憲治, Noguchi Kenji) O pai de Keenan. Investigador do Digi-Mundo. Enquanto ele e sua esposa estavam investigando o Digi-Portal, seu filho foi enviado para lá acidentalmente. - Michelle Crier: É a mãe biológica de Keenan, ela ficou muito triste quando perdeu Keenan e tentou esquecer este fardo de sua memória devotando todo seu amor à sua nova filha, irmã mais nova de Keenan. |          |                        |

- Comandante Sampson (薩摩 廉太郎, Satsuma Rentarō) O líder do DATS no Japão. Ele foi o primeiro a encorajá-lo a se juntar a DATS Masaru. Seu parceiro é Kudamon, evoluindo em Sleipmon, um dos cavaleiros reais.
- Oficial Megumi Shirokawa: (白川 恵, Shirokawa Megumi) Uma das duass operadoras, personalidade alegre e cheia de energia. Seu parceiro é PawnChessmon (Branco).
- Oficial Miki Kurosaki: (黒崎 美樹, Kurosaki Miki) A segunda das operadoras DATS. Amiga de Megumi. Seu companheiro de equipe é PawnChessmon (Preto).
- Hiroshi Yushima: (湯島浩, Hiroshi Yushima) O velho deu o Digivice para Marcus. Sabe muito sobre Digimon, porque há 10 anos estava em uma expedição para o mundo digital, juntamente pai de Marcus chamado Spencer. Seu parceiro é Kamemon.

### Inimigos
- Kurata Akihiro: Um homem cruel. Ele é responsável pela maioria dos eventos, uma vez que visa exterminar os digimons porque eles odeiam os seres humanos. Sua finalidade é remover uma vez que teve uma experiência ruim com eles há dez anos. Ainda na série você pode notar alguma reação alérgica a digimons. Ele também é o chefe dos híbridos.
  - Belphemon: Um dos sete lordes demônios. Dr. Kurata o revive depois de encontra-lo na primeira excursão. Ele tinha uma aparência agradável no modo adormecido, mas após a fusão com Kurata, apenas o despertou e expôs seu poder aterrorizante.
  - Bio-Hibridos:
    - Kouki: Um adolescente híbrido que pode evoluir em BioDarkdramon e BioThunderbirmon, é aparentemente o líder do trio híbrido, é feroz e adora lutar e destruir. Foi visto pela última vez no epílogo ao andar de moto sem capacete.
    - Nanami: É uma membro da Bio-Híbridos, ela pode evoluir para BioCoatlmon e BioLotusmon. É uma gênio como Thomas e se identificou muito com o garoto. Vista novamente no episódio 48 projetando seu DNA no céu para segurar o Digi-Mundo.
    - Ivan: Um membro adulto dos híbridos e pode evoluir para BioStegomon e BioSpinomon. Ivan tem dificuldade em reter os seus pensamentos, então ele tende a dizer tudo o que passa pela sua cabeça. Ele desenvolveu uma atração para Yoshino. Visto novamente no episódio 48 projetando seu DNA no céu para segurar o Digi-Mundo.

  - Gizmons: Digimons artificiais criados pelo Dr. Kurata para o extermínio do Digi-Mundo. Existem dois tipos; Gizmon AT (Nível Campeão/Adulto) e Gizmon XT (Nível Perfeito/Completo). São capazes de remover todos os vestígios de um digimon, o que evita um digimon voltar à vida como um digi-ovo. Depois, Kurata os usa para absorver a informação dos digimons derrotados, a fim de coletar o suficiente de energia para reviver um dos antigos lordes demônios chamado Belphemon.
- Kingdrasil: Servidor e até então governante do Digi-Mundo, teve como objetivo destruir o mundo humano para desfazer o desastre que Kurata iniciou, que era misturar os dois mundos. Se fundidos, os dois mundos seriam destrudos. Kingdrasil pretendia deletar o mundo humano, independentemente do número de vidas que iria aniquilar. Ele lidera os Cavaleiros Reais.
  - Cavaleiros Reais: Eles são a Elite do Digi-Mundo nomeados por Kingdrasil. Enfrentaram o DATS ao tentarem entrar no covil de Kingdrasil.

## Episódios
Digimon Data Squad tem um total de 48 episódios, o que torna a temporada mais curta de Digimon.

## Filme: Ultimate Power! Burst Mode Invoke!!
Poder Definitivo! Invokação do Modo Explosivo!!
Resumo: Um mal desencadeou no mundo humano e todos do DATS são capturados e imerso em um sono eterno junto com o resto da população. Agora, quem pode salvar a humanidade? Agumon, Gaomon e Lalamon conseguem ficar inteiros e se deparam com um digimon misterioso que parecia uma criança humana que os ajuda a combater o mal. No filme, o digimon misterioso parece ter uma ligação estranha com o principal vilão e causador da discórdia chamado Argomon, que insiste em dizer que os seres humanos é que são maus.

## Trilha Sonora
Tema de Abertura #1: Gou-ing! Going! My Soul!!

Intérprete: Dynamite SHU

Letras: Toru Hiruma

Composição: POM

Arranjos: Cher Watanabe
- (eps. 1-29, também exibida no último episódio) (no Brasil: "Se Prepare Que Eu Vou Te Levar" e em Portugal: "Onde Quer Que Vás, Também Irei")

Tema de Abertura #2: Hirari

Intérprete: Kōji Wada

Letras: Ikuo

Arranjos: SPM@
- (eps. 30-48) (Em Portugal: "A Magia Abraçar")

Tema de Encerramento #1: One Star

Intérprete: Yousuke Ito

Letras: Tomoko Sakakibara

Composição: POM

Arranjos: Hiroaki Oono
- (eps. 1-24) (No Brasil: "O Poder da Alma é Sonhar" e em Portugal: "Que a Estrela Vai Brilhar")

Tema de Encerramento #2: Ryuusei

Intérprete: MiyuMiyu

Letras: Yukiko Okada

Arranjos: Kazunori Miyake
- (eps. 25-47)

Música de inserção/Tema de Evolução: Believer

Intérprete: Ikuo

Letras: Hiroshi Yamada

Composição e Arranjos: Michihiko Ohta
Versão Brasileira da Música de Abertura, Inserção e Encerramento 
- Letras: Wendel Bezerra
- Intérprete: Daniel Quirino
- Técnico de Mixagem: Daniel S. Pedroso

## Emissões nos Países Lusófonos

### Exibição no Brasil
No Brasil, teve estreia na Rede Globo pela TV Globinho, no dia 10 de agosto de 2009, mas só 24 episódios foram exibidos. Quando estreou na Disney XD em 6 de fevereiro de 2010 às 09h00, teve sua exibição completada (o último episódio foi exibido em 7 de fevereiro de 2011). A PlayArte lançou a série completa em DVD no Brasil com um total de 16 volumes contendo todos os 48 episódios.

### Emissão em Portugal
Em Portugal, a série estreou pelo Canal Panda em 1 de novembro de 2011 às 13:00 sob o título de "Digimon Protectores de Dados", mas depois emitiu com o título "Digimon Data Squad". Antes da estreia ao canal, o Panda Biggs tinha anunciado na sua página oficial do Facebook um pedaço da segunda abertura do anime, com uma dobragem diferente do Canal Panda, onde parecia que se ia emitir o anime, mas mesmo assim foi emitido pelo Canal Panda.